# Distrikt Madre de Dios
Der Distrikt Madre de Dios liegt in der Provinz Manu in der Region Madre de Dios in Südost-Peru. Der Distrikt wurde am 26. Dezember 1912 gegründet. Er erstreckt sich über eine Fläche von 7846 km². Beim Zensus 2017 wurden 7301 Einwohner gezählt. Im Jahr 2007 lag die Einwohnerzahl bei 9404. Die Distriktverwaltung befindet sich in der 240 m hoch gelegenen Kleinstadt Boca Colorado mit 2357 Einwohnern (Stand 2017). Boca Colorado befindet sich nahe der Einmündung des Río Colorado in den Río Madre de Dios 107 km ostnordöstlich der Provinzhauptstadt Salvación.

## Geographische Lage
Der Distrikt Madre de Dios liegt im Nordosten der Provinz Manu. Der Río Madre de Dios durchquert den Distrikt in ostsüdöstlicher Richtung. Der Río Los Amigos verläuft entlang der nördlichen Distriktgrenze, der Río Blanco entlang der südwestlichen Distriktgrenze. Im Süden reicht der Distrikt bis zu den Ausläufern der Cordillera Carabaya.
Der Distrikt Madre de Dios grenzt im Südwesten an den Distrikt Manu, im Westen an den Distrikt Fitzcarrald, im Norden an den Distrikt Laberinto (Provinz Tambopata), im Osten an den Distrikt Inambari (Provinz Tambopata), im Südosten an den Distrikt Huepetuhe sowie im Süden an die Distrikte Camanti (Provinz Quispicanchi) und Distrikt Kosñipata (Provinz Paucartambo).